# Ludowy Komisariat Uzbrojenia Moździerzowego ZSRR

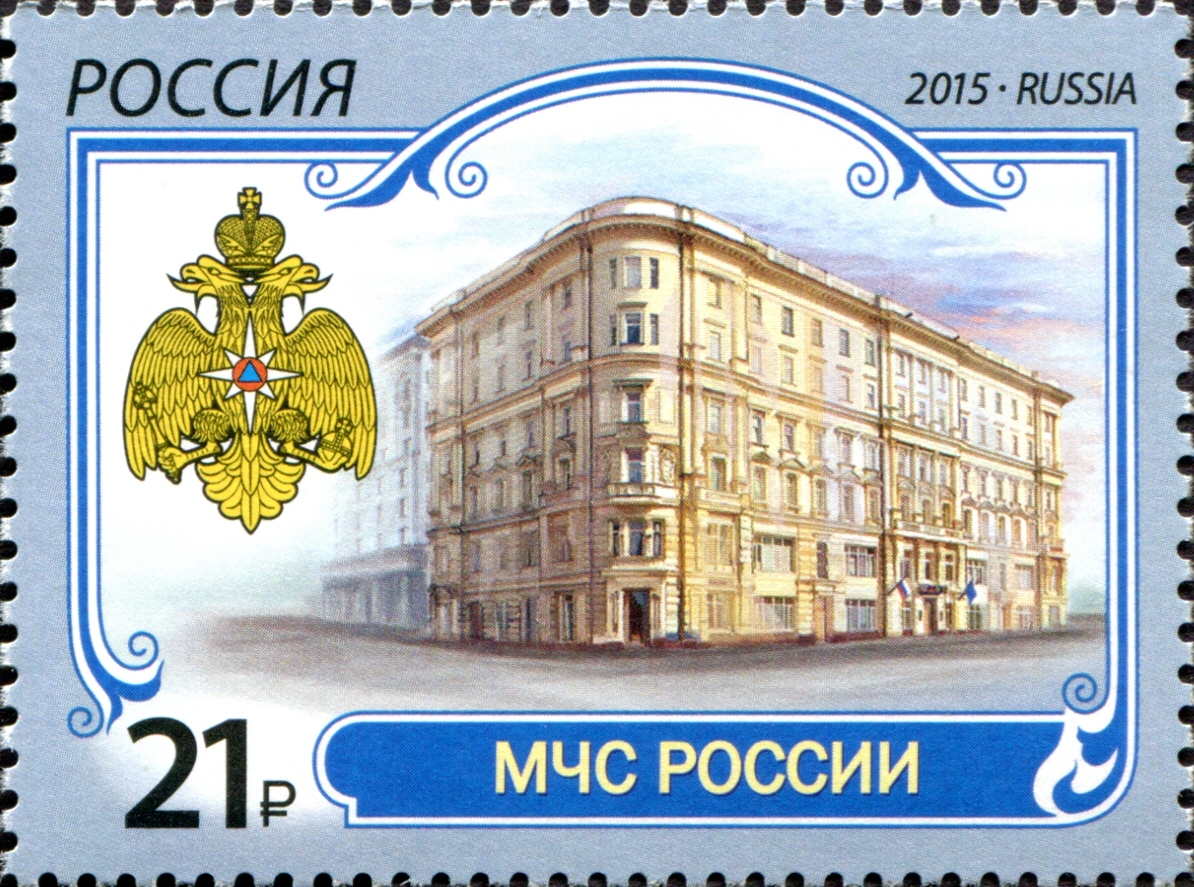
Była siedziba Ludowego Komisariatu Uzbrojenia Moździerzowego ZSRR na znaczku Poczty Rosji

Ludowy Komisariat Uzbrojenia Moździerzowego ZSRR (ros. Народный комиссариат миномётного вооружения СССР) – jeden z urzędów centralnych w Związku Radzieckim, odpowiednik ministerstwa, który nadzorował produkcję broni moździerzowej.
Powstał przekształcony 26 listopada 1941 z Ludowego Komisariatu Ogólnego Przemysłu Maszynowego ZSRR (ros. Наркомат общего машиностроения СССР). 17 lutego 1946 przekształcony w Ludowy Komisariat Przemysłu Maszynowego i Oprzyrządowania ZSRR (ros. Наркомат машиностроения и приборостроения СССР).
Resort zatrudniał w 1942 135.000 pracowników i więźniów w 95 zakładach, zaś w 1944 160 000 osób w 104 podmiotach produkcyjnych.

## Ludowi Komisarze
- 1941–1946 – Piotr Parszyn

## Siedziba
Siedziba mieściła się w 5-piętrowym budynku Chłydowych (arch. Lew Kekuszew) z 1896 przy Teatralnym Projeździe 3 (Театральный проезд), obecnie siedziba Ministerstwa Obrony Cywilnej, Sytuacji Nadzwyczajnych i Likwidacji Skutków Klęsk Żywiołowych Federacji Rosyjskiej (Министерство Российской Федерации по делам гражданской обороны, чрезвычайным ситуациям и ликвидации последствий стихийных бедствий – МЧС России).